# Festival nacional de la marinera
Le Festival nacional de la marinera est un festival organisé au mois de février à Trujillo, au nord du Pérou, depuis 1960. Lors du festival on peut savourer aussi le concours de caballos de paso, des corridas taurines, des expositions, et une sélection de la gastronomie locale.